# Lignières-de-Touraine
Lignières-de-Touraine település Franciaországban, Indre-et-Loire megyében. Lakosainak száma 1319 fő (2022. január 1.). Lignières-de-Touraine Azay-le-Rideau, Bréhémont, La Chapelle-aux-Naux és Vallères községekkel határos.

## Népesség
A település népességének változása:
| Lakosok száma | 957  | 957  | 974  | 1007 | 1269 | 1293 | 1308 | 1296 | 1306 | 1319 |
|               | 1968 | 1982 | 1990 | 2006 | 2013 | 2015 | 2017 | 2019 | 2020 | 2022 |